# Thomas Kraft (Schriftsteller)

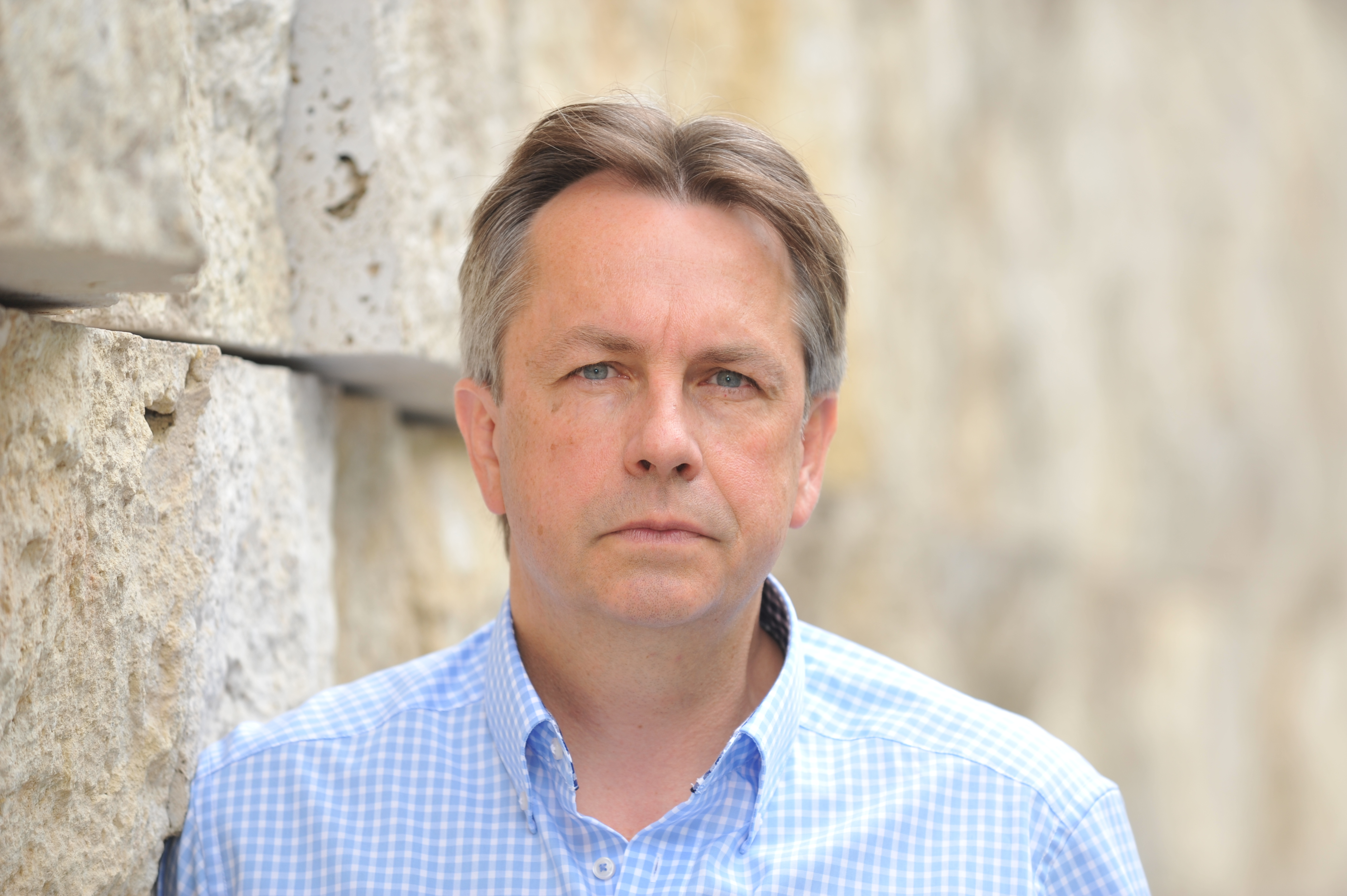
Thomas Kraft

Thomas Kraft (* 6. März 1959 in Bamberg) ist ein deutscher Schriftsteller, Literaturkritiker und Kulturmanager.

## Leben
Thomas Kraft studierte Neuere deutsche Literatur, Theaterwissenschaft und Philosophie an der Ludwig-Maximilians-Universität München. Schon während des Studiums arbeitete er als Literaturkritiker für mehrere deutsche und Schweizer Tages- und Wochenzeitungen sowie für den Hörfunk und sammelte Erfahrungen als Mitarbeiter bei Theaterfestivals, in Verlagen und Buchhandlungen. Er war eingebunden in Ausstellungs- und Medienprojekte und war Mitarbeiter bei einem Lexikonprojekt zur deutschsprachigen Gegenwartsliteratur, das er einige Jahre später als Herausgeber übernahm.
Nach dem Abschluss des Studiums mit der Promotion 1993 und der 6. Internationalen Frühjahrsbuchwoche unter dem Motto „Österreich literarisch / Wien wörtlich“ (1995) wechselte Thomas Kraft 1996 als Programmleiter in das Team des neu gegründeten Münchner Literaturhauses.
Ab 2000 übernahm er die Programmgestaltung der Münchner Bücherschau. Im gleichen Jahr kuratierte er die Ausstellung „50 Jahre Suhrkamp Verlag“, 2002 das Literaturprogramm des Steirischen Herbstes in Graz. In seiner Arbeit als Literaturvermittler war und ist er Mitglied einiger Jurys, nahm mehrere Lehraufträge wahr, fungiert von 2005 bis 2015 als Vorsitzender des Schriftstellerverbandes in Bayern (VS in ver.di) und organisiert literarische Festivals und Reihen.  Mehrere Jahre war er auch Programmleiter eines Münchner Verlages, seit 2013 führt er eine Veranstaltungsagentur, die er als „mobiles Literaturhaus“ versteht.
Mittlerweile hat er Bio- und Monografien zur deutschsprachigen Literatur sowie essayistische Sammelbände herausgegeben. Auch einige Bücher über die fränkische Kulturlandschaft sind erschienen sowie mehrere Anthologien zur Rockmusik der siebziger und achtziger Jahre. Als literarischer Autor ist Kraft mit Romanen, Erzählungen und Gedichten in Erscheinung getreten.
Thomas Kraft ist Mitglied im Verband deutscher Schriftsteller (VS in ver.di).

## Werke

### Einzeltitel
- Fahnenflucht und Kriegsneurose. Gegenbilder zur Ideologie des Kampfes in der deutschsprachigen Literatur nach dem Zweiten Weltkrieg. Dissertation. Königshausen & Neumann, Würzburg 1994.
- mit Roman Hocke: Michael Ende und seine phantastische Welt. Weitbrecht Verlag, Stuttgart 1997.
- Robert Musil: Der Mann ohne Eigenschaften. Piper Verlag, München 2000.
- Schwarz auf weiß. Warum die deutschsprachige Literatur besser ist als ihr Ruf. Eine Werbeschrift. Kookbooks, Idstein 2005.
- mit Katrin Hillgruber: München literarisch. 40 Jahre Tukan-Preis. Allitera Verlag, München 2005.
- Zwischen Bratwurst und Barock. Fränkische Besonderheiten. Picus, Wien 2006.
- mit Klaus Gasseleder: Spaziergänge durch das Franken der Literaten und Künstler. Arche, Hamburg 2008.
- Jakob Wassermann. Biographie. Deutscher Taschenbuch Verlag, München 2008.
- Lyrik. Ein Schnellkurs. Dumont, Köln 2009.
- Franken. Eine Heimatkunde. Hoffmann & Campe, Hamburg 2009.
- Alles Tarnung. Roman. MaroVerlag, Augsburg 2013.
- Cohen. Eine Hommage. MaroVerlag, Augsburg 2014.
- Tomaten aus Tulsa. Stories. MaroVerlag, Augsburg 2015.
- Jukebox. Gedichte. FuguVerlag, Herrsching 2016.
- gangsters of love. Gedichte. Illustrationen von Thommie Bayer, Richard Bierl, Christine Heinisch, Wolfgang Heinzel, Mike Keilbach, Gerd Lieder. Arne Rautenberg, Christine Reff-Richter, Tom Vord, Ute Wolff, Feridun Zaimoglu. Privatdruck. Herrsching 2019
- Zeit der Narben. Roman. Conte Verlag, St. Ingbert 2021.
- Rock`n`Read. Wie Literatur Rockmusik inspiriert. Mit Fotografien von Helmut Oelschlegel. Verlag Andreas Reiffer, Meine 2021.
- THE LAST DJs. Wie die Musik ins Radio kam. Mit einem Vorwort von Thomas Gottschalk. Starfruit Publications, Fürth 2022.
- KINO. Gedichte. Mit Fotos. Verlag Andreas Reiffer, Meine 2022.
- Glühend gewidmet. Begegnungen und Momente. Privatdruck, Herrsching 2024.
- Dichter-Freunde. Königshausen & Neumann, Würzburg 2024.
- Der nackte Wahnsinn. München-Roman. Allitera, München 2024.
- Americana. Ein zerrissenes Land im Spiegel der Country Music. Reiffer Verlag, Meine 2024.

### Herausgeberschaften
- Edgar Hilsenrath – Das Unerzählbare erzählen. Piper Verlag, München 1996.
- Oskar Maria Graf: Ich schwebe von Dingen geschaukelt und lebe mich wund. Ausgewählte Gedichte. List Verlag, München 1996.
- Aufgerissen. Zur Literatur der 90er. Piper Verlag, München 2000.
- Panorama der deutschen Literatur. Zeitgenössische Literatur 1945–2000. CD-ROM. Cornelsen Verlag / Institut für Film und Bild, Berlin 2002.
- Lexikon der deutschsprachigen Literatur. Nymphenburger Verlag, München 2003, als CD-ROM, United Soft Media, München 2005.
- Herrsching zur Zeit Christian Morgensterns. Gellius Verlag, Herrsching 2006.
- Beat Stories. Blumenbar Verlag, München 2008.
- Literatur baut Brücken. Gastland Kanada. München 2008 (zus. m. Kulturreferat der Stadt München)
- Rock Stories. LangenMüller, München 2009.
- Beatlemania. LangenMüller, München 2010.
- mit Norbert Niemann: Keine Lust auf Untergang. Gegen eine Trivialisierung der Gesellschaft. LangenMüller, München 2010.
- mit Alexander Müller und Arne Rautenberg: Punk Stories. LangenMüller, München 2011.
- Rock Lyrik. Mit Fotografien von Helmut Ölschlegel. Deutscher Taschenbuch Verlag, München 2011.
- The Beat goes on. LangenMüller, München 2013.

### Ausstellungen
- Oskar Maria Graf – ein bayerischer Schriftsteller im amerikanischen Exil. Amerika-Haus, München 1987.
- Michael Ende und seine phantastische Welt. Literaturhaus, München 1997 (zus. mit Volker Kinnius).
- Paul Wühr – Magus in Süden. Literaturhaus, München 1997 (zus. mit Thomas Betz)
- 50 Jahre Suhrkamp Verlag. Museum für angewandte Kunst, Frankfurt am Main 2000 / Prinz-Max-Palais, Karlsruhe 2001.
- Herrsching zur Zeit Christian Morgensterns. Kurparkschlösschen, Herrsching 2006.